# Библиотека „Влада Аксентијевић” Обреновац
Библиотека Влада Аксентијевић налази се у Дому породице Михајловић, који је припадао трговцу Димитрију Марковићу. Дом је 1970. године проглашен за споменик културе, а од 1979. носи статус културног добра од великог значаја. Оснивање библиотеке је везано за низ сељења, да би се коначно уселила у Дом 1974. године, који се од тада зове Милошев конак. Ова библиотека је једина установа културе у Обреновцу.

## Историјат библиотеке
Писани документи су јако малобројни и оскудни иако развој библиотечке делатности има стогодишњу традицију. Библиотеке у Ваљевском округу се јављају крајем 19. века и томе сведочи чланак објављен у Ваљевским новинама 1892. године. После успостављања новог режима у Србији посвећена је пажња просвећивању и богаћењу културном животу радника, па је покренута и радничка читаоница. У периоду између два рата постојале су библиотеке при сеоским културним друштвима у Дражевцу, Забрежју, Конатицама и Стублинама. ,

## Послератни период
По окончању Другог светског рата, основан је Културно просветни одсек Окружног народног – ослободилачког одбора Ваљево 1944. године. У већим местима Ваљевског округа (Мионици, Убу, Лајковцу и Обреновцу) отворени су домови културе. Библиотека је добила име по народном хероју из овог краја, Влади Аксентијевићу. Формирани књижни фонд је био малобројан, а у његов састав улазио је велики број периодичних публикација (новина и часописа). Почетком 1947. библиотека са читаоницом имала је књижни фонд од 488 књига, 9 листова и 3 часописа и месечно 480 читалаца. Када је 1960. донет Закон о библиотечкој делатности, библиотека почиње са проучавањем стања, потреба и услова развитка мреже библиотека, од тада се библиотека бави и пружањем стручне помоћи, усавршавањем библиотечких кадрова, вршењем стручног надзора над радом свих типова библиотека у општини – сеоских и школских. Следеће године ова библиотека је постала матична и добила је нове просторије у центру града, где су смештени књижни фонд око 10 000 књига и десетак наслова периодике са двадесетак читалачких места. Рад са корисницима обављала су три књижничара. Због постигнутих резултата у акцији „Месец дана књига“ исте године, библиотека је награђена. Старе просторије су искоришћене за отварање књижаре која је радила у оквиру проширених делатности библиотеке. Под заштитом је Завода за заштиту споменика културе града Београда. Рестаурацију и реконструкцију извршио је Завод за заштиту споменика под надзором Зорана Јаковљевића. Оформљен је и научни фонд са читаоницом, уз већ постојеће позајмно одељење. Заједница матичних библиотека Србије доделила је 1975. године награду ,,Милорад Панић – Суреп“ за постигнуте резултате у развоју библиотечке делатности и унапређивања библиотекарства у републици. Отворен је и нови огранак у Дому културе и спортова 1973. године, са почетним фондом од 5000 књига. Године 1990. установљена је књижевна награда „Библиос“ која се додељује сваке године на дан Библиотеке, домаћем аутору за најуспешније дело објављено у претходној години или за његово целоукупно стваралаштво према оцени жирија, којем председава прошлогодишњи добитник. Досадашњи добитници су: Матија Бећковић, Љубомир Симовић, Бранислав Петровић, Стеван Раичковић и многи други.

## Библиотека данас
Данас поред централне зграде има још 4 активна огранка, а то су: Огранак СКЦ у Дому културе и спортова, Ројковац, Стублине и огранак Павле Б. Николић. Организациону структуру библиотеке чине:
1. Позајмно одељење
2. Научно одељење са читаоницом од 20 читалачких места
3. Завичајно одељење
4. Дечје одељење

Структуру запослених чини око 15 стручних лица. Укупан фонд обухватао је око 95 000 публикација, од којих је 25 000 страдало у мајским поплавама 2014.
У току је обрада књига добијених донацијом тако да се стање свакодневно мења. Све се налази у слободном приступу и фонд чини:
- Фонд монографских публикација
- Фонд серијских публикација
- Фонд некњижне грађе (картографска и аудиовизуелна грађа и ситан библиотечки материјал – разгледнице, фотографије, плакати и сл.)
- Завичајни фонд
- Дечји фонд

Поред ауторског и централног, библиотека води и редовно ажурира лисни каталог. Овај каталог постоји и у електронском облику од 2002. године у којем се у склопу програма Мољац, може поред претраживања по аутору претраживати и по наслову. Позајмно одељење садржи дела из области књижевности и белетристике. У оквиру белетристике постоје часописи из области културе, књижевности, библиотекарства, историје и географије. У фонду некњижне грађе, звучне грађе има око 200 јединица, и то су углавном звучне књиге. Аудиовизуелну грађу чини мултимедија – филмови и драме. У завичајној збирци постоји 600 публикација монографске, завичајне периодике, фонд фотографија које су скениране и углавном набављане из приватних колекција, разгледнице, плакати, каталози изложби. Дечји фонд је због недостатка простора пребачен у Дом културе и тамо је најбогатије опремљен. Постоји и Галеријски простор у којем се одржавају промоције књига, књижевне вечери, и интернет кутак са два места. У оквиру читаонице одржава се програм за представљање националних култура, обележавање јубилеја, представљање књига, стваралаца, монодраме, представе за децу, трибине, округли столови, радионице. Двориште библиотеке је претпрошле године служило за пројекат Обреновачко лето, који је трајао два месеца.

## Активности и пројекти
Највише се развија завичајна издавачка делатност, која се остварује у објављивању књижевних дела завичајних аутора. Значајно је објављивање зборника „Пулс вароши – прилози за монографију Обреновца", са текстовима о различитим темама и чији су аутори углавном Обреновчани. Библиотека учествује на стручним скуповима у региону, где представља делове своје делатности. Израђује и библиографије завичајног типа, као и библиографије свих чланова Обреновачког књижевног клуба.
- Спољашњи изглед Библиотеке
- Дворишни простор
- Библиотека у Обреновцу